# Papa Vitaliano
Vitaliano (Segni, ... – Roma, 27 gennaio 672) è stato il 76º vescovo di Roma e papa della Chiesa cattolica dal 30 luglio 657 fino alla sua morte. È venerato come santo dalla Chiesa cattolica e dalle Chiese ortodosse.

## Biografia
Appartenente alla nobile famiglia Nardoni, Vitaliano era uno studioso e teologo, portava intrinseco dentro il suo personale percorso di vita, il motto della famiglia "scientia et potentia omnia est". Trovò la consacrazione pontificale che avvenne meno di due mesi dopo la morte del predecessore, e, tanta celerità nel far giungere da Costantinopoli l'approvazione imperiale rappresentò un segnale della volontà di riconciliazione dell'imperatore Costante II con la Chiesa di Roma. E infatti, nella controversia monotelita che imperversava all'epoca, Vitaliano agì con riserva, trattenendosi dall'esprimere apertamente la condanna per il Typos, l'editto emanato nel 648 direttamente da Costante II e già condannato da papa Martino I.
L'episodio principale del suo pontificato, fu la visita dell'imperatore a Roma, probabilmente proprio per rinsaldare i rinnovati buoni rapporti. Il Papa lo ricevette il 5 luglio 663 "con onori quasi religiosi", una deferenza che venne però ripagata con il prelievo indisturbato di tutti gli ornamenti pagani non ancora depredati dai vari conquistatori della città, e soprattutto delle tegole in bronzo dorato della cupola del Pantheon (già consacrato chiesa cristiana). Il tutto fu inviato a Costantinopoli. Il soggiorno di Costante II è ricordato anche per essere stata l'ultima visita di un imperatore romano nella "Città Eterna".
Nel 666 Costante II proclamò l'autonomia della Chiesa di Ravenna da quella di Roma, creando una sorta di scisma. Il locale arcivescovo, immediatamente scomunicato, ignorò l'anatema e scomunicò a sua volta Vitaliano. Due anni dopo Costante II morì assassinato in Sicilia, e il papa si prodigò affinché sul trono di Costantinopoli salisse, al posto dell'armeno Mecezio, usurpatore eletto dall'esercito, il figlio e legittimo erede di Costante, Costantino IV "Pogonato" il quale, ottenuto effettivamente il trono, mostrò ampia gratitudine nei confronti del papato, rinunciando ad esempio all'imposizione del Typos e consentendo così a Vitaliano di opporvisi con più efficacia.
Vitaliano si interessò molto alla chiesa italiana ed inglese, inviando a Canterbury l'arcivescovo Teodoro di Tarso e riuscendo a convincere il re di Northumbria Oswy a far adottare usi romani in luogo di quelli celti, in particolare la data di celebrazione della Pasqua (sinodo di Whitby del 664). Promosse poi in Roma lo sviluppo della Schola cantorum fondata da papa Gregorio I e, secondo il Platina, introdusse l'uso dell'organo nella liturgia romana.
Morì il 27 gennaio 672 all'età di 84 anni e fu sepolto in San Pietro.

## Culto
La Chiesa cattolica celebra la sua memoria liturgica il 27 gennaio; le Chiese ortodosse, invece, lo ricordano il 23 luglio.
Dal Martirologio Romano (ed. 2005):

## Successione apostolica
La successione apostolica è:
- Arcivescovo Teodoro di Canterbury (668)